# 1 lira (banconota)
La banconota da 1 lira è stata uno dei tagli di cartamoneta circolante della lira italiana in Italia dal 1893 fino al 1944. Furono emessi dal Ministero del tesoro per supplire alla sempre più scarsità delle monete d'argento, poiché queste vennero sottratte alla circolazione e tesaurizzate.

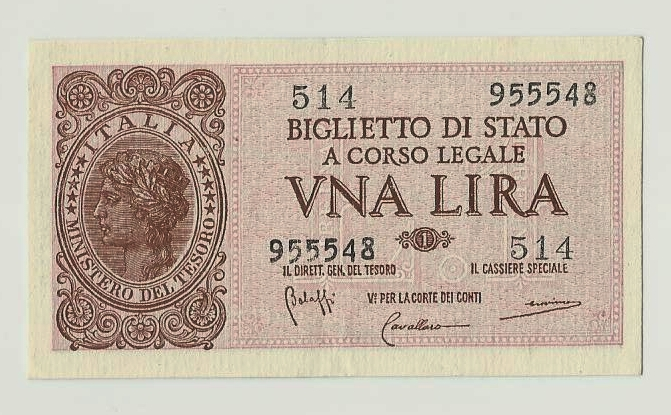
Banconota del 1944 (Luogotenenza)

## Regno d'Italia
Le banconote stampate durante il Regno d'Italia sono di taglio piccolo (80 × 40 mm) e stampate dall'Officina Carte Valori di Torino

### Umberto I
Sotto il regno di Umberto I furono stampate le prime banconote da 1 lira. Queste erano di colore verde e rosso-arancio sul dritto e blu-grigio sul rovescio. Sul retro figurava la scritta a grandezza variabile Buono di cassa a corso legale da una lira, a destra di questa in un ovale rosso-arancio il ritratto di Umberto I di profilo rivolto a destra; in alto il numero di serie mentre in basso le firme del Cassiere Speciale e del Delegato della Corte dei Conti, rispettivamente Dell'Ara e Righetti. Sul retro sono raffigurati due cerchi intervallati da un ovale; nel primo cerchio è inscritta la cifra 1, nell'ovale è invece inscritto lo stemma dei Savoia; in alto il decreto legge. La filigrana rappresenta 4 o 5 linee orizzontali a sinusoide e non era presente nelle prime due serie del 15 settembre 1893 e del 18 gennaio 1894. Di questo tipo ne furono stampate 7 serie ognuna con una tiratura di 1.000.000 di pezzi. Questi buoni di cassa sono molto rari e possono raggiungere il prezzo di 1450 € se in ottime condizioni.

### Vittorio Emanuele III
Queste banconote emesse dal 2 settembre 1914 al 10 luglio 1921 sono sostanzialmente identiche a quelle dell'emissione precedente (1893-1898), salvo alcuni particolari. Queste infatti sono di colore lilla e rosso sul diritto ed arancio sul rovescio; nell'ovale del diritto è raffigurato il profilo di Vittorio Emanuele III rivolto verso sinistra. In entrambi i cerchi del rovescio, non più solo in quello di destra, è riportata la cifra 1.
Le firme del Cassiere Speciale e del Delegato della Corte dei Conti sono sempre di Dell'Ara e Righetti. La filigrana è assente in tutte e 5 le emissioni. La terza emissione è una serie speciale per l'esercito ed è conosciuta dai collezionisti come Armata Diaz. La rarità dei pezzi varia a seconda della serie e il prezzo per esemplari in ottimo stato di conservazione può arrivare a 2000 €.

## Periodo fascista
Dal 1921 la stampa di queste banconote fu sospesa fino al 1939, quando riprese ma non più dall'Officina Carte Valori di Torino bensì dalle Officine dell'Istituto Poligrafico dello Stato di Roma. Queste hanno dimensioni leggermente più grandi (75 x 45 mm) e sono di colore bruno. Al centro del dritto è riportata la scritta Regno d'Italia, al di sotto della quale è la scritta Biglietto di Stato a Corso Legale e il valore Lire Una; sotto le firme di Grassi, Porena e Cossu. A destra in un rettangolo la cifra 1 e una spiga di grano, a sinistra in un altro rettangolo un fascio littorio e un intricato ramo di quercia. Sul rovescio, al centro, l'immagine della  statua di Augusto Imperatore, mentre a destra e sinistra la cifra 1 intersecata a un L. Il numero di serie è riportato sul retro. La filigrana riporta le lettere BS e la cifra 1 ripetute. Fu stampata una sola serie, il 14 novembre 1939.

## Luogotenenza

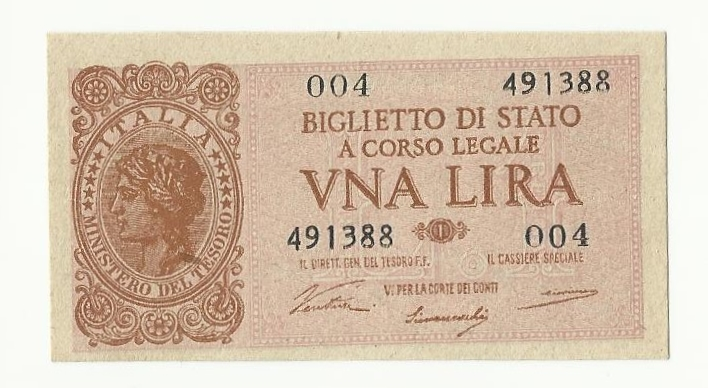
Fronte banconota del tipo Italia Laureata del 1944. (non centrata)

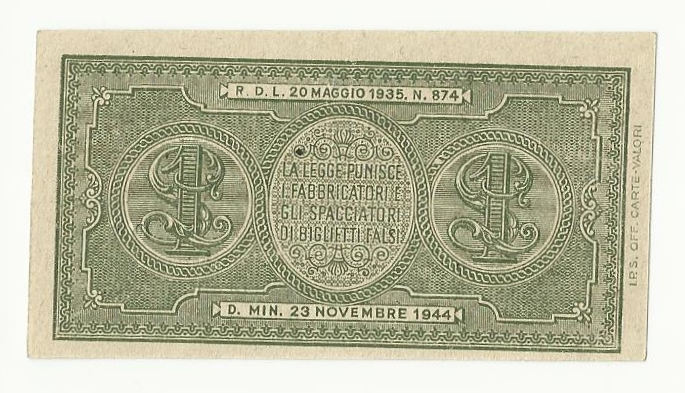
Retro banconota del tipo Italia Laureata del 1944.

Dal 1944, durante la luogotenenza, vennero stampate dalle Officine dell'Istituto Poligrafico dello Stato di Roma,delle banconote da 1 lira molto simili a quelle del periodo di Umberto I di dimensioni leggermente diverse (78 x 42 mm) e con qualche variazione nel disegno. Nell'ovale del dritto infatti è raffigurata l'Italia Laureata rivolta verso sinistra, la scritta cita Biglietto di stato a corso legale. L'ovale del retro non reca più lo stemma Savoia ma la frase La legge punisce i fabbricatori e gli spacciatori di biglietti falsi. La filigrana presenta linee orizzontali a sinusoide. Le firme sono: o di Bollaffi, Cavallaro, Giovinco; o di Ventura, Simoneschi, Giovinco; o di Di Cristina, Cavallaro, Parisi.
Queste furono le ultime banconote di questo taglio stampate.